# Campionati del mondo di atletica leggera 1987 - 200 metri piani maschili
La gara dei 200 metri piani maschili dei Campionati del mondo di atletica leggera 1987 si è svolta tra il 1° e il 3 settembre.

## Podio
| Pos.    | Atleta            | Nazionalità | Tempo |
| ------- | ----------------- | ----------- | ----- |
| Oro     | Calvin Smith      | Stati Uniti | 20"16 |
| Argento | Gilles Quénéhervé | Francia     | 20"16 |
| Bronzo  | John Regis        | Regno Unito | 20"18 |

## Situazione pre-gara

### Record
Prima di questa competizione, il record del mondo (RM) e il record dei campionati (RC) erano i seguenti:
| Record                | Prestazione | Atleta                   | Data                                         | Competizione     |
| --------------------- | ----------- | ------------------------ | -------------------------------------------- | ---------------- |
| Record mondiale       | 19"72a      | Pietro Mennea Italia     | 12 settembre 1979 Città del Messico, Messico | Universiadi 1979 |
| Record dei campionati | 20"14       | Calvin Smith Stati Uniti | 14 agosto 1983 Helsinki, Finlandia           | Mondiali 1983    |

### Campioni in carica
I campioni in carica a livello olimpico e mondiale erano:
| Campione | Atleta                   | Prestazione | Data                                   | Competizione         |
| -------- | ------------------------ | ----------- | -------------------------------------- | -------------------- |
| Olimpico | Carl Lewis Stati Uniti   | 19”80       | 8 agosto 1984 Los Angeles, Stati Uniti | Giochi olimpici 1984 |
| Mondiale | Calvin Smith Stati Uniti | 20"14       | 14 agosto 1983 Helsinki, Finlandia     | Mondiali 1983        |

### La stagione
Prima di questa gara, gli atleti con le migliori tre prestazioni dell'anno erano:
| Pos. | Atleta                   | Prestazione   | Data                                    |
| ---- | ------------------------ | ------------- | --------------------------------------- |
| 1    | Carl Lewis Stati Uniti   | 19"92 (+1,3)  | 4 giugno 1987 Madrid, Spagna            |
| 2    | Floyd Heard Stati Uniti  | 19"95 (+1,9)  | 17 maggio 1987 Lubbock, Stati Uniti     |
| 3    | Dwayne Evans Stati Uniti | 20"08a (+1,6) | 13 giugno 1987 Albuquerque, Stati Uniti |

## Risultati[3][4][5]

### Turni eliminatori
| 6 Batterie         | 1º settembre | 47 iscritti   | Si qualificano i primi 4 (Q) + i 5 migliori tempi (q). |
| 4 Quarti di finale | 1º settembre | 8 + 8 + 8 + 8 | Si qualificano i primi 3 (Q) + i 4 migliori tempi (q). |
| 2 Semifinali       | 3 settembre  | 8 + 8         | Si qualificano i primi 4 (Q).                          |
| Finale             | 3 settembre  | 8 concorrenti |                                                        |

### Batterie
Martedì 1º settembre 1987
| Pos. | Atleta           | Nazione           | Tempo | Note |
| ---- | ---------------- | ----------------- | ----- | ---- |
| 1    | Floyd Heard      | Stati Uniti       | 20"37 | Q    |
| 2    | Vladimir Krylov  | Unione Sovietica  | 20"77 | Q    |
| 3    | Peter Klein      | Germania Ovest    | 20"89 | Q    |
| 4    | Mustapha Selmi   | Algeria           | 21"14 | Q    |
| 5    | Nelson Boateng   | Ghana             | 21"19 | q    |
| 6    | Harouna Pale     | Burundi           | 21"25 | q    |
| 7    | Dazel Jules      | Trinidad e Tobago | 21"53 |      |
| 8    | Linford Christie | Regno Unito       | dns   |      |

- Vento (m/s) = +0,46

| Pos. | Atleta           | Nazione          | Tempo | Note |
| ---- | ---------------- | ---------------- | ----- | ---- |
| 1    | Attila Kovács    | Ungheria         | 20"77 | Q    |
| 2    | Bruno Marie-Rose | Francia          | 20"82 | Q    |
| 3    | Besik Gotsiridze | Unione Sovietica | 20"89 | Q    |
| 4    | Sergio Querol    | Cuba             | 20"94 | Q    |
| 5    | Stefano Tilli    | Italia           | 21"01 | q    |
| 6    | Feng Li          | Cina             | 21"47 |      |
| 7    | Felix Sandy      | Sierra Leone     | 21"67 |      |
| 8    | Yaya Seyba       | Mali             | 21"93 |      |

- Vento (m/s) = -0,93

| Pos. | Atleta              | Nazione                 | Tempo | Note  |
| ---- | ------------------- | ----------------------- | ----- | ----- |
| 1    | Gilles Quénéhervé   | Francia                 | 20"59 | Q     |
| 2    | Clive Wright        | Giamaica                | 20"88 | Q     |
| 3    | Achmed de Kom       | Paesi Bassi             | 21"11 | Q     |
| 4    | Volker Westhagemann | Germania Ovest          | 21"15 | Q     |
| 5    | Neville Hodge       | Isole Vergini Americane | 21"33 | [ 7 ] |
| 6    | Haron Mundir        | Belize                  | 21"51 | [ 8 ] |
| 7    | John Dinan          | Australia               | 21"62 |       |
| 8    | Mark Sherwin        | Isole Cook              | 23"41 |       |

- Vento (m/s) = -0,18

| Pos. | Atleta                  | Nazione          | Tempo | Note |
| ---- | ----------------------- | ---------------- | ----- | ---- |
| 1    | Robson Caetano da Silva | Brasile          | 20"56 | Q    |
| 2    | Atlee Mahorn            | Canada           | 20"62 | Q    |
| 3    | Andreas Berger          | Austria          | 20"82 | Q    |
| 4    | Andrey Fedoriv          | Unione Sovietica | 20"93 | Q    |
| 5    | István Nagy             | Ungheria         | 21"06 | q    |
| 6    | Luís Barroso            | Portogallo       | 21"15 | q    |
| 7    | Leung Wing Kwong        | Hong Kong        | 21"48 |      |
| 8    | Mehdi Sahim Saleh       | Yemen            | 23"07 |      |

- Vento (m/s) = +0,68

| Pos. | Atleta           | Nazione            | Tempo | Note |
| ---- | ---------------- | ------------------ | ----- | ---- |
| 1    | Calvin Smith     | Stati Uniti        | 20"62 | Q    |
| 2    | Daniel Sangouma  | Francia            | 20"80 | Q    |
| 3    | Simeon Kipkemboi | Kenya              | 20"84 | Q    |
| 4    | Christian Haas   | Germania Ovest     | 20"96 | Q    |
| 5    | Jindrich Roun    | Cecoslovacchia     | 21"04 | q    |
| 6    | Ian Morris       | Trinidad e Tobago  | 21"36 |      |
| 7    | Takale Tuna      | Papua Nuova Guinea | 22"06 |      |
| 8    | Suli Peauope     | Tonga              | 22"45 |      |

- Vento (m/s) = -0,83

| Pos. | Atleta                 | Nazione            | Tempo | Note |
| ---- | ---------------------- | ------------------ | ----- | ---- |
| 1    | John Regis             | Regno Unito        | 20"76 | Q    |
| 2    | Pierfrancesco Pavoni   | Italia             | 20"80 | Q    |
| 3    | Wallace Spearmon Sr.   | Stati Uniti        | 20"82 | Q    |
| 4    | Arnaldo Oliveira Silva | Brasile            | 21"03 | Q    |
| 5    | Robert Stone           | Australia          | 21"23 |      |
| 6    | Alvin Daniel           | Trinidad e Tobago  | 21"37 |      |
| 7    | Secundino Boratoba     | Guinea Equatoriale | 23"66 |      |

- Vento (m/s) = +0,23

### Quarti di finale
Martedì 1º settembre 1987
| Pos. | Atleta          | Nazione                 | Tempo | Note |
| ---- | --------------- | ----------------------- | ----- | ---- |
| 1    | Floyd Heard     | Stati Uniti             | 20"56 | Q    |
| 2    | Vladimir Krylov | Unione Sovietica        | 20"79 | Q    |
| 3    | István Nagy     | Ungheria                | 21"11 | Q    |
| 4    | Daniel Sangouma | Francia                 | 21"11 |      |
| 5    | Peter Klein     | Germania Ovest          | 21"12 |      |
| 6    | Sergio Querol   | Cuba                    | 21"37 |      |
| 7    | Achmed de Kom   | Paesi Bassi             | 21"39 |      |
| 8    | Neville Hodge   | Isole Vergini Americane | 21"68 |      |

- Vento (m/s) = -1,11

| Pos. | Atleta           | Nazione        | Tempo | Note |
| ---- | ---------------- | -------------- | ----- | ---- |
| 1    | Calvin Smith     | Stati Uniti    | 20"38 | Q    |
| 2    | Atlee Mahorn     | Canada         | 20"64 | Q    |
| 3    | Simeon Kipkemboi | Kenya          | 20"88 | Q    |
| 4    | Stefano Tilli    | Italia         | 20"89 | q    |
| 5    | Christian Haas   | Germania Ovest | 20"94 |      |
| 6    | Luís Barroso     | Portogallo     | 21"20 |      |
| 7    | Bruno Marie-Rose | Francia        | 26"25 |      |
| 8    | Nelson Boateng   | Ghana          | dns   |      |

- Vento (m/s) = +1,25

| Pos. | Atleta                 | Nazione          | Tempo | Note |
| ---- | ---------------------- | ---------------- | ----- | ---- |
| 1    | Gilles Quénéhervé      | Francia          | 20"48 | Q    |
| 2    | Wallace Spearmon Sr.   | Stati Uniti      | 20"55 | Q    |
| 3    | John Regis             | Regno Unito      | 20"60 | Q    |
| 4    | Andreas Berger         | Austria          | 20"86 | q    |
| 5    | Andrey Fedoriv         | Unione Sovietica | 20"87 | q    |
| 6    | Volker Westhagemann    | Germania Ovest   | 20"98 |      |
| 7    | Arnaldo Oliveira Silva | Brasile          | 21"15 |      |
| 8    | Robert Stone           | Australia        | 21"23 |      |

- Vento (m/s) = +0,39

| Pos. | Atleta                  | Nazione          | Tempo | Note |
| ---- | ----------------------- | ---------------- | ----- | ---- |
| 1    | Robson Caetano da Silva | Brasile          | 20"48 | Q    |
| 2    | Attila Kovács           | Ungheria         | 20"61 | Q    |
| 3    | Pierfrancesco Pavoni    | Italia           | 20"65 | Q    |
| 4    | Clive Wright            | Giamaica         | 20"67 | q    |
| 5    | Besik Gotsiridze        | Unione Sovietica | 20"90 |      |
| 6    | Jindrich Roun           | Cecoslovacchia   | 21"12 |      |
| 7    | Mustapha Selmi          | Algeria          | 21"26 |      |
| 8    | Harouna Pale            | Burundi          | 21"46 |      |

- Vento (m/s) = +0,75

### Semifinali
Giovedì 3 settembre 1987
| Pos. | Atleta               | Nazione          | Tempo | Note |
| ---- | -------------------- | ---------------- | ----- | ---- |
| 1    | John Regis           | Regno Unito      | 20"54 | Q    |
| 2    | Calvin Smith         | Stati Uniti      | 20"54 | Q    |
| 3    | Atlee Mahorn         | Canada           | 20"69 | Q    |
| 4    | Pierfrancesco Pavoni | Italia           | 20"78 | Q    |
| 5    | Wallace Spearmon Sr. | Stati Uniti      | 20"87 |      |
| 6    | Andreas Berger       | Austria          | 20"99 |      |
| 7    | István Nagy          | Ungheria         | 21"22 |      |
| 8    | Andrey Fedoriv       | Unione Sovietica | 21"28 |      |

- Vento (m/s) = +0,42

| Pos. | Atleta                  | Nazione          | Tempo | Note |
| ---- | ----------------------- | ---------------- | ----- | ---- |
| 1    | Gilles Quénéhervé       | Francia          | 20"31 | Q    |
| 2    | Floyd Heard             | Stati Uniti      | 20"31 | Q    |
| 3    | Vladimir Krylov         | Unione Sovietica | 20"34 | Q    |
| 4    | Robson Caetano da Silva | Brasile          | 20"38 | Q    |
| 5    | Attila Kovács           | Ungheria         | 20"47 |      |
| 6    | Clive Wright            | Giamaica         | 20"50 |      |
| 7    | Stefano Tilli           | Italia           | 20"86 |      |
| 8    | Simeon Kipkemboi        | Kenya            | 20"90 |      |

- Vento (m/s) = +1,11

### Finale
Giovedì 3 settembre 1987
| Pos.    | Corsia | Atleta                  | Età | Nazione     | Tempo | Nota |
| ------- | ------ | ----------------------- | --- | ----------- | ----- | ---- |
| Oro     | 1      | Calvin Smith            | 26  | Stati Uniti | 20"16 |      |
| Argento | 6      | Gilles Quénéhervé       | 21  | Francia     | 20"16 |      |
| Bronzo  | 2      | John Regis              | 20  | Regno Unito | 20"18 |      |
| 4       | 4      | Robson Caetano da Silva | 22  | Brasile     | 20"22 |      |
| 5       | 5      | Vladimir Krylov         | 23  | Canada      | 20"23 |      |
| 6       | 3      | Floyd Heard             | 21  | Bulgaria    | 20"25 |      |
| 7       | 7      | Pierfrancesco Pavoni    | 24  | Italia      | 20"45 |      |
| 8       | 1      | Atlee Mahorn            | 21  | Stati Uniti | 20"78 |      |

- Vento (m/s) = -0,49